# Фоменков, Фёдор Васильевич

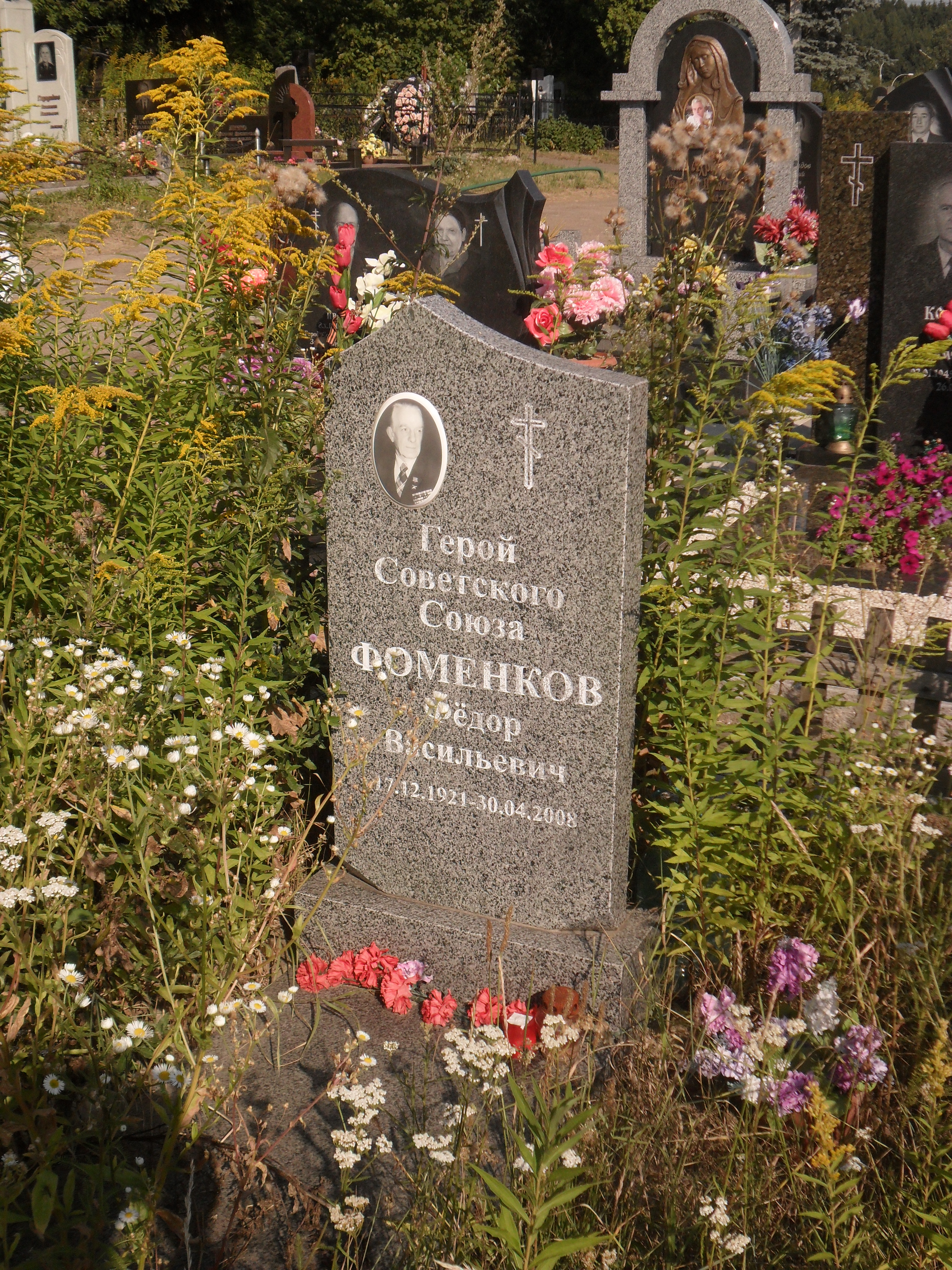
Могила Ф. В. Фоменкова на Восточном кладбище Минска.

Фёдор Васильевич Фоменков (17 декабря 1921 — 30 апреля 2008) — советский лётчик штурмовой авиации ВМФ СССР во время Великой Отечественной войны, Герой Советского Союза (22.02.1944). Полковник (18.02.1956).

## Биография
Родился 17 декабря 1921 года в деревне Максимцево ныне Пустошкинского района Псковской области в семье рабочего. Русский. Образование среднее.
В ВМФ СССР с ноября 1940 года. В июле 1942 года окончил Военно-морское авиационное училище имени Сталина, с июля по сентябрь 1942 года был курсантом-пилотом переменного состава 1-го запасного авиаполка ВВС ВМФ, а затем окончил Курсы усовершенствования начальствующего состава ВВС ВМФ.
Участник Великой Отечественной войны с октября 1942 года. Весь боевой путь в годы войны прошёл в составе 57-го штурмового авиационного полка ВВС Балтийского флота, которому приказом Наркома ВМФ № 79 от 1 марта 1943 года за мужество и героизм, проявленные в боях со врагом, было присвоено гвардейское звание и полк был преобразован в 7-й гвардейский штурмовой авиационный полк ВВС Балтийского флота. Сначала воевал пилотом, с мая 1943 года командовал звеном, с сентября 1943 года был заместителем командира эскадрильи, а вскоре стал и командиром эскадрильи. Участник обороны Ленинграда, в том числе отражения немецкого десанта на остров Сухо и операции по прорыву блокады Ленинграда.
К 19 декабря 1943 года командир эскадрильи 7-го гвардейского штурмового авиаполка 9-й штурмовой авиационной дивизии ВВС Балтийского флота гвардии старший лейтенант Ф. В. Фоменков совершил 107 боевых вылетов на штурмовике «Ил-2». Своими действиями нанёс противнику большой урон: лично и в группе уничтожил и повредил 2 транспорта, 10 тральщиков, 3 сторожевых катера, 4 торпедных катера, 8 барж. Разрушил 1 пирс. При штурмовках немецких аэродромов сжёг в группе 20 самолётов. На наземном фронте уничтожил 6 танков, 31 артиллерийскую батареи и 16 огневых точек, 12 паровозов, 50 железнодорожных вагонов, 7 складов, 84 конные повозки. 
Указом Президиума Верховного Совета СССР «О присвоении звания Героя Советского Союза офицерскому и сержантскому составу Военно-Морского флота» от 22 февраля 1944 года за «образцовое выполнение боевых заданий командования на фронте борьбы с немецкими захватчиками и проявленные при этом отвагу и геройство» удостоен звания Героя Советского Союза с вручением ордена Ленина и медали «Золотая Звезда». 
Член ВКП(б) с 1944 года.
После получения высшей награды Родины продолжал успешно сражаться, участвуя в Ленинградско-Новгородской и в Выборгской наступательных операциях, а также в борьбе с немецко-финским судоходством на Балтике. В сентябре 1944 года был отозван с фронта и направлен на учёбу. К этому времени совершил 163 успешных боевых вылета. 
В январе 1945 года окончил Высшие офицерские курсы ВВС ВМФ и по их окончании получил назначение на должность помощника по лётной подготовке и воздушному бою 60-го штурмового авиационного полка ВВС Тихоокеанского флота Организовал интенсивную боевую учёбу на основе опыта Великой Отечественной войны, подготовил почти все экипажи для действий в сложных метеоусловиях. В период советско-японской войны в августе 1945 года участвовал в Южно-Сахалинской операции. Лидируя большие группы штурмовиков, выводил их через Татарский пролив в тумане точно на цель, поддерживая наступавшие по сахалинскому побережью войска. Совершил 2 боевых вылета с полевого аэродрома Гроссевичи, повредив в составе группы железнодорожный мост, две железнодорожные станции, 1 эшелон и электростанцию. 
После войны продолжал службу в ВМФ СССР в прежней должности. С декабря 1947 по декабрь 1949 года служил заместителем командира по технике пилотирования и теории полёта 42-го истребительного авиационного полка ВВС 7-го ВМФ, затем направлен учиться в академию. В 1952 году окончил авиационный факультет Военно-морской академии имени К. Е. Ворошилова.
С декабря 1952 года командовал 223-м гвардейским истребительным авиаполком 4-го ВМФ, а с июля 1954 года был помощником командира по огневой и тактической подготовке 717-й истребительной авиадивизии этого флота. В марте 1955 года дивизию переименовали в 150-ю иад ВВС ВМФ, а в январе 1957 года передали в полном составе из ВВС ВМФ СССР в Войска ПВО страны, включив в состав Отдельного Прибалтийского корпуса ПВО. С этого момента дальнейшая службы Ф. В. Фоменкова проходила в этих войсках. С октября 1960 года — заместитель начальника штаба по боевому управлению — оперативный дежурный командного пункта 11-го корпуса ПВО, с марта 1964 года — офицер отдела боевой подготовки и боевого применения начальника авиации 2-й отдельной армии ПВО. В сентябре 1967 года вышел в запас в звании полковника.
Жил в Минске. Работал в Белорусском государственном политехническом институте.
Скончался 30 апреля 2008 года. Похоронен на Восточном кладбище Минска.

## Награды
- Герой Советского Союза (22.02.1944)
- Орден «За службу Родине» III степени (Белоруссия, 15.04.1999)[7].
- Орден Ленина (22.02.1944)
- Два орденами Красного Знамени (1.04.1943, 20.11.1943)
- Орден Александра Невского (25.01.1944)
- Два ордена Отечественной войны I степени (29.01.1945, 11.03.1985)
- Два ордена Красной Звезды (31.01.1943, 30.12.1956)
- Медаль «За боевые заслуги» (15.11.1950)
- Медаль «За оборону Ленинграда» (1943)
- Другие медали

## Память
- Имя Героя увековечено на стеле на Аллее Героев в г. Пустошка Псковской области.